# Musivyu
Musivyu är ett vattendrag i Burundi. Det ligger i den norra delen av landet, 70 km nordost om huvudstaden Bujumbura.
Omgivningarna runt Musivyu är en mosaik av jordbruksmark och naturlig växtlighet. Runt Musivyu är det tätbefolkat, med 591 invånare per kvadratkilometer.